# Mareda
Mareda – wieś w Chorwacji, w żupanii istryjskiej, w mieście Novigrad. W 2011 roku liczyła 239 mieszkańców.